# Raffaella Aleotti
Raffaella Aleotti (Ferrara, abans del 22 de setembre de 1575 – després del 1640) fou una compositora, organista i monja cristiana italiana.

## Biografia
Raffaella Aleotti fou filla de l'arquitecte de Ferrara Giovan Battista Aleotti i de la seva dona Giulia. Raffaella va ser batejada el 22 de setembre de 1575 a l'església de Santa Maria en Vado de Ferrara, per la qual cosa es suposa que va néixer abans d'aquesta data. Va començar a estudiar música a una edat molt jove, probablement amb Alessandro Milleville i amb Ercole Pasquini. Després va entrar al convent de Sant Vito de Ferrara, conegut per l'excel·lència de la música que allí es practicava. Alguna informació sobre la família d'origen d'Aleotti es pot trobar a la dedicatòria que va escriure el seu pare, Giovan Battista, al llibre de madrigals de Vittoria Aleotti, disponible en línia.
Aquesta Vittoria fou prèviament considerada una de les germanes més joves de Rafaella, però un grup d'estudiosos ha plantejat recentment la hipòtesi que Raffaella i Vittoria eren en realitat la mateixa persona (que hauria canviat el seu nom en prendre ordres), ja que al convent de Sant Vito no hi ha documents relatius a Vittoria mentre que es menciona clarament Raffaella, abadessa del convent. Fins i tot el testament del seu pare del 1631 nomena només Raffaella i no Vittoria; tanmateix, aquestes suposicions no s'han encara confirmat definitivament.
Raffaella fou coneguda com una organista extraordinària, però sobretot va ser la primera dona que va publicar composicions de música sacra. De fet, el 1593 es van imprimir a Venècia els seus Sacrae cantiones quinque, septem, octo, & decem vocibus decantande ... liber primus de l'editorial Ricciardo Amadino, dedicats –com els madrigals de Vittoria que van sortir el mateix any– a Ippolito Bentivoglio.
L'historiador i escriptor del segle xvii Marco Antonio Guarini va escriure sobre ella: "Raffaella Aleotti, coneguda com l'Argenta, no té parangó en l'orgue, és molt aficionada a la música i d'ella s'han publicat diversos motets i molt madrigals ben apreciats". Fins i tot aquesta darrera afirmació sembla avalar la tesi de la identitat de Raffaella / Vittoria.
El 1637, Giovanni Battista Chinelli, conegut com l'Occhialino, va dedicar-li el primer llibre de motets a una sola veu. El pare Lorenzo Agnelli va dedicar-li El Segon Llibre de Motets de 1638, fent un homenatge al compositor i "organista més alegre", les harmonies "molt dolces" de les quals estan "fetes a l'orgue per animar el cor".
Es coneixen altres tres motets de Raffaella Aleotti: Angelus ad pastores ait; Ascendens Christus in altum; Facta est cum Angelo .
A propòsit de la mort de la compositora, Suzanne G. Cusick afirma que el seu nom s'esmenta per última vegada en un document de Sant Vito del 2 d'agost de 1640, tot i que, segons Gasparo Sardi, encara era viva el 1646.